# Вільхівка (притока Криваля)
Вільхівка, Клітки — річка в Україні, у Звягельському району Житомирської області. Ліва притока Криваля, (басейн Прип'яті).

## Опис
Довжина річки приблизно 5,69 км, найкоротша відстань між витоком і гирлом — 4,31  км, коефіцієнт звивистості річки — 1,57 . Річка формується декількома безіменними струмками і частково каналізована.

## Розташування
Бере початок на південно-західній околиці села Ситне (колишнє Геральдівка, Криваль). Тече переважно на південний захід і на північно-східній стороні від селища Городниці впадає у річку Криваль, праву притоку Случі.

## Цікавий факт
- Від гирла річки на південній стороні на відстані приблизно 2,36 км проходить автошлях Т 0616(автомобільний шлях територіального значення у Житомирській області, Чижівка — Городниця).